# コシナ・フォクトレンダーのカメラ製品一覧
コシナ・フォクトレンダーのカメラ製品一覧（コシナ・フォクトレンダーのカメラせいひんいちらん）は、コシナがフォクトレンダーブランドで製造販売した製品の一覧である。

## コシナ・フォクトレンダー・レンズ

### VLマウントレンズ
ねじ込み式L39マウント・ライカスクリューマウントと同等の規格である。

### VMマウントレンズ
M型ライカに採用されたライカMマウントと同等の規格である。

### SC&Sレンズ
SはニコンSマウント、SCはニコンSとレンジファインダーコンタックスの両方に使用できる。販売終了。
- SC SKOPAR 21mmF4
- SC SKOPAR 25mmF4 - ライカマウント版は距離計連動しなかったがこれは距離計連動する。
- SC SKOPAR 28mmF3.5
- SC SKOPAR 35mmF2.5
- S NOKTON 50mmF1.5アスフェリカル
- S SKOPAR 50mmF2.5
- S HELIAR 50mmF3.5 - ベッサR2Sとセット販売された。
- S APO-LANTHAR 85mmF3.5

### ミラーレスカメラ用
マニュアルフォーカス専用設計。電子接点を搭載。撮影データのExif情報の反映や、カメラボディ側の手ブレ補正に対応。

#### マイクロフォーサーズマウント
- NOKTON 10.5mmF0.95（2015年6月発売）
- NOKTON 17.5mmF0.95（2012年4月発売）
- NOKTON 25mmF0.95（2010年11月発売） - 販売終了。
- NOKTON 25mmF0.95 TypeⅡ（2014年3月発売） - 絞り環のクリックレス可が可能。
- SUPER NOKTON 29mm F0.8 Aspherical（2020年12月発売） - 発売当時、写真撮影用レンズとして最も明るいF0.8を実現したモデル。
- NOKTON 42.5mmF0.95（2013年8月発売）
- NOKTON 60mmF0.95（2020年4月発売）

#### 富士フイルムXマウント
- COLOR-SKOPAR 18mm F2.8 Aspherical（2024年2月発売）
- NOKTON 23mm F1.2 Aspherical（2022年7月発売）
- ULTRON 27mm F2（2023年6月発売）
- NOKTON 35mm F0.9 Aspherical（2023年8月発売）
- NOKTON 35mm F1.2（2021年9月発売）
- MACRO APO-ULTRON 35mm F2（2022年8月発売）
- NOKTON 50mm F1.2（2023年9月発売）

#### ソニーEマウント
- HELIAR-HYPER WIDE10mmF5.6 Aspehrical（2016年5月発売）
- ULTRA WIDE-HELIAR 12mm F5.6 Aspherical III（2016年9月発売） - 販売終了
- SUPER WIDE-HELIAR 15mm F4.5 Aspherical III（2016年4月発売）
- COLOR-SKOPAR 21mm F3.5 Aspherical（2018年10月発売）
- NOKTON 21mm F1.4 Aspherical（2019年6月発売）
- NOKTON classic 35mm F1.4（2018年2月発売）
- NOKTON 35mm F1.2 Aspherical SE（2020年5月発売） - スチル撮影に特化する設計思想により、コンパクト化、軽量化をしたモデル。
- NOKTON 40mm F1.2 Aspherical（2017年10月発売）
- NOKTON 40mm F1.2 Aspherical SE（2020年6月発売） - スチル撮影に特化する設計思想により、コンパクト化、軽量化をしたモデル。
- APO-LANTHAR 50mm F2 Aspherical（2019年11月発売）
- NOKTON 50mm F1.2 Aspherical（2019年4月発売）
- NOKTON 50mm F1.2 Aspherical SE（2020年7月発売） - スチル撮影に特化する設計思想により、コンパクト化、軽量化をしたモデル。
- NOKTON 50mm F1 Aspherical（2024年3月発売）
- MACRO APO-LANTHAR 65mm F2 Aspherical（2017年8月発売）
- MACRO APO-LANTHAR 110mm F2.5（2018年12月発売）

#### ニコンZマウント
DレンズはAPS-Cサイズ（ニコンDXフォーマット）ミラーレスカメラ対応のモデル。
- SUPER WIDE-HELIAR 15mm F4.5 Aspherical（2023年2月発売）
- APO-LANTHAR 35mm F2 Aspherical（2022年6月発売）
- NOKTON 40mm F1.2 Aspherical（2022年10月発売）
- NOKTON 50mm F1 Aspherical（2023年2月発売）
- APO-LANTHAR 50mm F2 Aspherical（2022年5月発売）
- MACRO APO-LANTHAR 65mm F2 Aspherical（2022年11月発売）
- NOKTON 75mm F1.5 Aspherical（2024年5月発売）
- NOKTON D23mm F1.2 Aspherical（2022年5月発売）
- NOKTON D35mm F1.2（2022年4月発売）
- MACRO APO-ULTRON D35mm F2（2022年10月発売）

#### キヤノンRFマウント
- NOKTON 40mm F1.2 Aspherical（2024年1月発売）
- NOKTON 50mm F1 Aspherical（2023年10月発売）
- NOKTON 75mm F1.5 Aspherical（2024年4月発売）

### 一眼レフカメラ用

#### SLレンズ
ニコンF、キヤノンFD、ミノルタMD、M42、ペンタックスK、コンタックスRTS、オリンパスOMのマウントで販売された。販売終了。
- ULTRA WIDE-HELIAR 12mmF5.6 Aspherical SL - ニコンFマウントのみ、ミラーアップ専用。FSアダプターによりニコンS/コンタックスマウントに、FLアダプターによりライカマウントに使用できる。
- SUPER WIDE-HELIAR 15mmF4.5  SL  - ニコンFマウントのみ、ミラーアップ専用。FSアダプターによりニコンS/コンタックスマウントに、FLアダプターによりライカマウントに使用できる。
- ULTRON 40mmF2 Aspherical SL
- COLOR-HELIAR 75mmF2.5 SL（2006年3月）
- APO-LANTHAR 90mmF3.5 CloseFocus SL（2006年3月）
- MACRO APO-LANTHAR 125mmF2.5 SL（2006年3月）
- APO-LANTHAR 180mmF4 CloseFocus SL

#### SL-IIレンズ
CPUを内蔵しエントリー機でも露出計が動作。ニコンFとペンタックスKAとキヤノンEFマウントがある。販売終了。
- COLOR-SKOPAR 20mmF3.5 Aspherical SLⅡ（2007年発売） - 6群9枚。アタッチメントはφ52mmねじ込み。最短撮影距離0.2m。
- ULTRON 40mmF2 Aspherical SLⅡ（2007年発売） - 5群6枚。アタッチメントはφ52mmねじ込み。最短撮影距離0.38（専用クローズアップレンズ装着時0.25）m。
- NOKTON 58mmF1.4 SLⅡ（2007年発売） - 復刻版オートトプコール58mmF1.4の光学系を引き継いでいる。6群7枚。アタッチメントはφ58mmねじ込み。最短撮影距離0.45m。
- APO-LANTHAR 90mmF3.5 CloseFocus SLⅡ - 異常分散レンズを含む5群6枚。アタッチメントはφ52mmねじ込み。最短撮影距離0.5（専用クローズアップレンズ装着時0.32）m。

#### SL-II Nレンズ
SLⅡレンズの外装を変更したもの。CPUを内蔵しエントリー機でも露出計が動作。ニコンFとキヤノンEFマウントがある。販売終了。
- COLOR-SKOPAR 20mmF3.5 Aspherical SLⅡN（2007年9月発売） - 6群9枚。アタッチメントはφ52mmねじ込み。最短撮影距離0.2m。
- COLOR-SKOPAR 28mmF2.8 Aspherical SLⅡN（2012年9月発売）- 6群7枚。アタッチメントはφ52mmねじ込み。最短撮影距離0.22m。
- ULTRON 40mmF2 Aspherical SLⅡN（2012年7月発売） - 5群6枚。アタッチメントはφ52mmねじ込み。最短撮影距離0.38（専用クローズアップレンズ装着時0.25m）。
- NOKTON 58mmF1.4 SLⅡN（2012年8月発売） - 復刻版オートトプコール58mmF1.4の光学系を引き継いでいる。6群7枚。アタッチメントはφ58mmねじ込み。最短撮影距離0.45m。

#### SL-II Sレンズ
SLⅡNレンズの外装をクラシカルなデザインに変更したもの。CPUを内蔵しエントリー機でも露出計が動作。ニコンFがある。
- ULTRON 40mmF2 Aspherical SLⅡS（2017年9月発売） - 5群6枚。アタッチメントはφ52mmねじ込み。最短撮影距離0.38m。ピントリングのローレット形状が変更されており、シルバーリムとブラックリムの2タイプ有り。Ai対応以前のニコンFマウントにある露出連動爪も備えている。
- NOKTON 58mmF1.4 SLⅡS（2016年10月発売） - 復刻版オートトプコール58mmF1.4の光学系を引き継いでいる。6群7枚。アタッチメントはφ58mmねじ込み。最短撮影距離0.45m。シルバーリムとブラックリムの2タイプ有り。Ai対応以前のニコンFマウントにある露出連動爪も備えている。

### マウントアダプター
- K Micro Four Thirds Adapter（2009年7月発売） - PK-A/R、KAマウント、Carl Zeiss ZKマウントレンズをマイクロフォーサーズ機に装着できるアダプター（ペンタックスKマウント互換）。販売終了。
- VM-E Close Focus Adapter（2013年12月発売） - ZMレンズをソニーEマウント機に装着するためのアダプター。繰り出しストローク4mmのヘリコイドにより、最短撮影距離を短くすることが可能。
- VM-E Adapter Ⅱ（2014年4月発売） - ZMレンズをソニーEマウント機に装着するためのアダプター。
- VM-X Close Focus Adapter（2019年8月発売） - ZMレンズを富士フイルムXマウント機に装着するためのアダプター。繰り出しストローク4mmのヘリコイドにより、最短撮影距離を短くすることが可能。
- S → VM Adapter （Sマウント内爪専用） - VM-E Close Focus Adapterとの併用により、ニコンSマウントの内爪を持つ交換レンズを、ソニーEマウント機に装着するためのアダプター。販売終了。
- C → VM Adapter（Cマウント内爪専用）  - VM-E Close Focus Adapterとの併用により、レンジファインダーコンタックスマウントの内爪を持つ交換レンズを、ソニーEマウント機に装着するためのアダプター。販売終了。

### VM-E/VM-X Close Focus Adapter専用レンズ
- HELIAR 40mm F2.8 Aspherical （2014年10月発売）- VM-E/VM-X Close Focus Adapterと組み合わせて使うことを目的とした専用設計のレンズ。レンズ本体にはヘリコイドを持たず、ピント合わせはVM-E/VM-X Close Focus Adapterのヘリコイドリングの操作により行う。

## 135フィルム使用カメラ

### ベッサ
24×36（ライカ）判のレンジファインダーカメラ。機種によっては距離計を搭載していない。販売終了。
- ベッサL（Bessa L 、1999年発売） - VLマウント。距離計、ファインダーを装備しない目測専用機。シルバー、ブラック、グレー、オリーブモデルがある。
- ベッサR（Bessa R ） - VLマウント。連動距離計装備。ファインダーは35mm、50mm、75mm、90mm。シルバー/ブラック/ネイビーブルー/オリーブ）

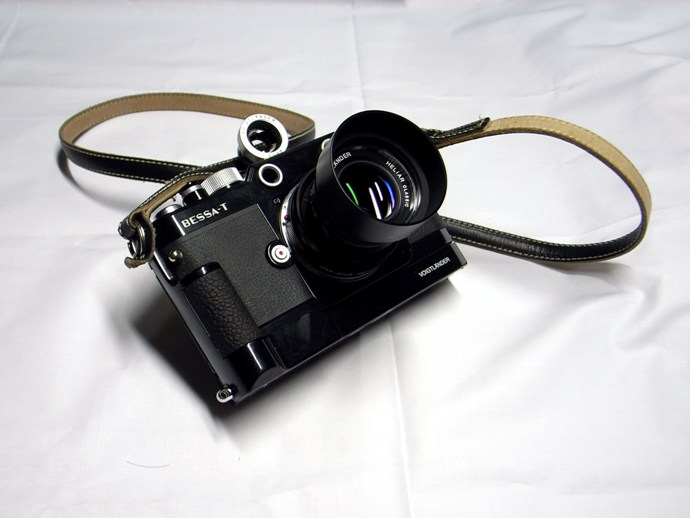
ベッサT

- ベッサT（Bessa T ） - VMマウント。連動距離計装備。本体にファインダーは装備しないファインダー交換式。ヘリアー101周年を記念した限定モデルもある。
- ベッサR2（Bessa R2 、2002年発売） - ベッサRをVMマウント化したもの。グッドデザイン賞受賞。ブラック、オリーブモデルあり。また、ローライ35RFのベースとされている。
- ベッサR2S（Bessa R2S 、2002年発売） - ベッサRをニコンSマウント化したもの。色はブラックのみ。
- ベッサR2S ICS（Bessa R2S ICS ） - 輸入カメラ協会（ICS）30周年記念モデル。色はオリーブ。
- ベッサR2C（Bessa R2C 、2002年発売） - ベッサRをコンタックスマウント化したもの。色はブラックのみ。
- ベッサR2A（Bessa R2A 、2004年発売） - 電子制御式シャッターによる絞り優先AE。ファインダーは×0.7で35mm、50mm、75mm、90mmのフレームを持つ。
- ベッサR3A（Bessa R3A 、2004年発売） - 電子制御式シャッターによる絞り優先AE。ファインダーは等倍で40mm、50mm、75mm、90mmのフレームを持つ。
- ベッサR4A（Bessa R4A 、2004年発売） - 電子制御式シャッターによる絞り優先AE。ファインダーは×0.52で21mm、25mm、28mm、35mm、50mmのフレームを持つ。
- ベッサR2M（Bessa R2M 、2006年発売） - 機械式シャッター。ファインダーは×0.7で35mm、50mm、75mm、90mmのフレームを持つ。フォクトレンダー設立250周年アニバーサリー限定生産モデルが先行販売され、後にR2Mの通常モデルが販売されている。
- ベッサR3M（Bessa R3M 、2006年発売） - 機械式シャッター。ファインダーは等倍で40mm、50mm、75mm、90mmのフレームを持つ。フォクトレンダー設立250周年アニバーサリー限定生産モデルが先行販売され、後にR3Mの通常モデルが販売されている。
- ベッサR4M（Bessa R4M 、2006年発売） - 機械式シャッター。ファインダーは×0.52で21mm、25mm、28mm、35mm、50mmのフレームを持つ。

### ベッサフレックス
一眼レフカメラ。販売終了。
- ベッサフレックスTM（Bessaflex TM 、2003年発売） - M42マウント。ブラックとシルバーがある。